# Calcicola parvifolia
Calcicola parvifolia är en tvåhjärtbladig växtart som först beskrevs av Adrien Henri Laurent de Jussieu, och fick sitt nu gällande namn av W.R.Anderson och C.Davis. Calcicola parvifolia ingår i släktet Calcicola och familjen Malpighiaceae. Inga underarter finns listade i Catalogue of Life.